# Ubaldina Dávila
Ubaldina Dávila de Ponce de León (Neiva, 16 de abril de 1831-Anapoima, 11 de agosto de 1900), también llamada Waldina, fue una escritora, poetisa y pintora colombiana. Es considerada la primera artista femenina de la región de Huila.

## Biografía
Ubaldina Dávila Salas nació en Neiva, capital provincial, el 16 de abril de 1831, en el seno de una familia acomodada de la región, Su infancia y juventud transcurrió en su región natal, a excepción de un par de años de años en los que vivió en el municipio de Usaquén (actual Bogotá) muy cercano a la capital.
En 1848 Waldina participó en una exposición sobre la conmemoración de la Independencia nacional, la cual fue organizada por la Academia de Dibujo y Pintura nacional. Allí ella presentó dos retratos al óleo, uno del general Francisco de Paula Santander y el otro de Antonio Nariño. Estas obras recibieron una calificación favorable.

## Familia
Waldina o Ubaldina era hija de Pedro Dávila Novoa y de Josefa Salas López, siendo la menor de dos hijos. Su hermano mayor era Pedro Dávila Salas. Su madre era hija del militar neogranadino y prócer de la independencia de Colombia, Benito Salas Vargas.

### Matrimonio y descendencia
Ubaldina Dávila se casó el 24 de noviembre de 1852 con Rafael Ponce de León Vélez, de cuya unión nacieron 4 hijosː Teresa, Carmen, Rosa y Enrique Ponce de León Dávila; tanto su esposo como su hijo varón murieron prematuramente y no se tiene claridad sobre las fechas de sus decesos.
Su esposo era cuñado de una de las tías del banquero José Joaquín Pérez Orrantia; Pérez era hijo a su vez del escritor Lázaro María Pérez Angulo, y pariente de María Antonia Suárez Orrantía, la primera dama de Colombia entre 1918 y 1921, en representación de su difunta madre y por la ascensión de su padre Marco Fidel Suárez a la presidencia de su país.
También era cuñado del político Ignacio Gutiérrez Vergara, hijo a su vez del político José Gregorio Gutiérrez Moreno, quien era a su turno, hijo del exalcalde de Bogotá, Pantaleón Gutiérrez de Quijano; y de la heroína Antonia Vergara y Sanz de Santamaría, hija por su parte del notable Francisco Xavier Vergara Azcárate, y nieta del exalcalde de Bogotá Francisco Vergara y Vela.

## Obra
La obra narrativa de Dávila está formada por títulos como El Trabajo (1884), Mis próceres (1890), Serie de novelas (1892), ese mismo año publica la obra de teatro Zuma. Drama de tres actos y en prosa.
En El Trabajo, se narra las convenciones sociales de la sociedad colombiana de la época que no permiten la consecución de la vida llena de dos amantes. La protagonista salva de la ruina económica a la familia, fundando un colegio por señoritas llamado "El Trabajo". En Mis próceres se narra los efectos devastadores que deja la guerra en el colectivo femenino que se asoma a las cárceles para poder hablar con sus maridos y hermanos y la hostilidad de las fuerzas españolas que provocan su destierro. Las causas comunes por las que deben pasar forjarán unas redes de solidaridad que les permitirá soportar el dolor y las necesidades del momento. La mujer es retratada como un elemento fundamental en la construcción de la nueva sociedad colombiana retratando las luchas femeninas que tuvieron que llevar a cabo las mujeres de los libertadores de las Guerras de independencia hispanoamericanas. En Zuma, retrata la visión del marginado en los acontecimientos del descubrimiento y conquista de América, así como el sincretismo cultural que tuvieron que vivir los pueblos indígenas.
La autora hizo publicaciones con su nombre de pila y también con el seudónimo de Jenny. Isidoro Laverde es quien comentó sus novelas y también presentó tal seudónimo de la autora. Escritoras del siglo XIX, tales como Soledad Acosta de Samper y Clorinda Matto, referenciaron a Waldina por su labor en la literatura.

## Obras y publicaciones
- 1878: Realidad. La Mujer. Revista quincenal n ° 5 (5 nov.).
- 1879: A la señora O. A. de P. La Mujer. Revista quincenal n° 8 (5 enero).
- 1880: A la señora Gertrudis Gómez de Avellaneda. La Mujer. Revista quincenal n° 35 (15 abril).
- 1884: Poesías. Sevilla. Segunda edición en 1893.
- 1885: A la señora Magdalena V. de Calvo. Papel periódico ilustrado n°.90 (1 mayo).
- 1890: Mis próceres. Publicado en Colombia Ilustrada n° 18 (28 oct.).
- 1891: El crucifijo. Colombia Ilustrada n° 22 (7 ago.).
- 1892: A don José Zorrilla en su coronación. Colombia Ilustrada 24 (31 marzo).
- 1892: Serie de novelas. Bogotá: Imprenta Antonia María Silvestre.
- 1892: Zuma. Drama de tres actos y en prosa. Bogotá: Casa editorial de J.J. Pérez.